# Ciugheș, Bacău
Ciugheș (în maghiară Oláhcsügés) este un sat în comuna Palanca din județul Bacău, Moldova, România.

## Clădiri
- Biserica romano-catolică „Sf. Maria a Zăpezii”[1]